# HD 139160
HD 139160，又名CD-2511000，SAO 183631、HR 5801，是一颗恒星，视星等为6.19，位于銀經343.25，銀緯23.31，其B1900.0坐标为赤經15h 31m 28.4s，赤緯-25° 23.31′ 56″。